# Divisiones Regionales de la Región de Murcia 1955-56
Las divisiones regionales de fútbol son las categorías de competición futbolística de más bajo nivel en España, en las que participan deportistas aficionados, no profesionales. En las provincias de Murcia, Albacete y Alicante su administración corre a cargo de la Federación Regional Murciana de Clubes de Fútbol. Inmediatamente por encima de estas categorías estaba la Tercera División española.
En la temporada 1955-1956 las divisiones regionales se dividen en Primera Regional y Segunda Regional.
Por ampliación de equipos en la categoría, hubo varios ascensos a Tercera División.

## Primera Regional

### Clasificación Grupo 1
|  |    | Equipos de fútbol | PJ | G  | E | P | GF | GC | Dif | Pts |
|  | -- | ----------------- | -- | -- | - | - | -- | -- | --- | --- |
|  | 1. | CD Muleño         | 14 | 9  | 2 | 3 | 45 | 12 | +33 | 20  |
|  | 2. | Deportiva Minera  | 14 | 10 | 0 | 4 | 33 | 21 | +12 | 20  |
|  | 3. | Atlético Lorquino | 14 | 8  | 1 | 5 | 42 | 21 | +21 | 17  |
|  | 4. | Guardia de Franco | 14 | 5  | 2 | 7 | 20 | 26 | -6  | 12  |
|  | 5. | UD Totanera       | 14 | 6  | 0 | 8 | 23 | 47 | -24 | 12  |
|  | 6. | Águilas CF        | 14 | 4  | 3 | 7 | 29 | 26 | +3  | 11  |
|  | 7. | Isaac Peral CF    | 14 | 5  | 0 | 9 | 22 | 25 | -3  | 10  |
|  | 8. | CD Calasparra     | 14 | 5  | 0 | 9 | 25 | 28 | -3  | 10  |

Pts = Puntos; PJ = Partidos Jugados; G = Partidos Ganados; E = Partidos Empatados; P = Partidos Perdidos; GF = Goles Anotados; GC = Goles Recibidos
|  | Se clasifica a la Fase de Ascenso |

### Clasificación Grupo 2
|  |    | Equipos de fútbol      | PJ | G  | E | P  | GF | GC | Dif | Pts |
|  | -- | ---------------------- | -- | -- | - | -- | -- | -- | --- | --- |
|  | 1. | UD Elda                | 16 | 13 | 0 | 3  | 67 | 23 | +44 | 26  |
|  | 2. | CD Aspense             | 16 | 9  | 3 | 4  | 45 | 18 | +27 | 21  |
|  | 3. | CD Almoradí            | 16 | 8  | 3 | 5  | 35 | 20 | +15 | 19  |
|  | 4. | CD Ilicitano           | 16 | 8  | 2 | 6  | 40 | 30 | +10 | 18  |
|  | 5. | Maestranza Albacete CF | 16 | 7  | 2 | 6  | 32 | 25 | +7  | 16  |
|  | 6. | CD Tháder              | 16 | 6  | 3 | 6  | 34 | 33 | +1  | 15  |
|  | 7. | Santiago CF            | 16 | 4  | 5 | 7  | 31 | 47 | -16 | 13  |
|  | 8. | CD Almanseño           | 16 | 2  | 4 | 10 | 25 | 70 | -45 | 8   |
|  | 9. | CD Torrevejense        | 16 | 1  | 4 | 11 | 12 | 55 | -43 | 6   |

Pts = Puntos; PJ = Partidos Jugados; G = Partidos Ganados; E = Partidos Empatados; P = Partidos Perdidos; GF = Goles Anotados; GC = Goles Recibidos
|  | Se clasifica a la Fase de Ascenso |

### Segunda Fase Grupo 1
|  |    | Equipos de fútbol | PJ | G  | E | P | GF | GC | Dif | Pts |
|  | -- | ----------------- | -- | -- | - | - | -- | -- | --- | --- |
|  | 1. | Deportiva Minera  | 14 | 10 | 0 | 4 | 33 | 21 | +12 | 20  |
|  | 2. | UD Totanera       | 14 | 8  | 1 | 5 | 42 | 21 | +21 | 17  |
|  | 3. | Isaac Peral CF    | 14 | 5  | 2 | 7 | 20 | 26 | -6  | 12  |
|  | 4. | Águilas CF        | 14 | 6  | 0 | 8 | 23 | 47 | -24 | 12  |
|  | 5. | CD Calasparra     | 14 | 4  | 3 | 7 | 29 | 26 | +3  | 11  |
|  | 6. | Atlético Lorquino | 14 | 5  | 0 | 9 | 22 | 25 | -3  | 10  |
|  | 7. | Guardia de Franco | 14 | 5  | 0 | 9 | 25 | 28 | -3  | 10  |

Pts = Puntos; PJ = Partidos Jugados; G = Partidos Ganados; E = Partidos Empatados; P = Partidos Perdidos; GF = Goles Anotados; GC = Goles Recibidos
|  | Asciende a Tercera División  |
|  | Desciende a Segunda Regional |

### Segunda Fase Grupo 2
|  |    | Equipos de fútbol      | PJ | G | E | P  | GF | GC | Dif | Pts |
|  | -- | ---------------------- | -- | - | - | -- | -- | -- | --- | --- |
|  | 1. | CD Tháder              | 14 | 9 | 2 | 3  | 47 | 18 | +29 | 20  |
|  | 2. | CD Almoradí            | 14 | 9 | 2 | 3  | 39 | 25 | +14 | 20  |
|  | 3. | CD Ilicitano           | 14 | 8 | 1 | 5  | 35 | 31 | +4  | 17  |
|  | 4. | Maestranza Albacete CF | 13 | 7 | 1 | 5  | 38 | 17 | +21 | 15  |
|  | 5. | CD Torrevejense        | 14 | 5 | 3 | 6  | 24 | 40 | -16 | 13  |
|  | 6. | CD Almanseño           | 13 | 5 | 1 | 7  | 39 | 42 | -3  | 9   |
|  | 7. | Santiago CF            | 14 | 3 | 0 | 11 | 17 | 55 | -38 | 6   |
|  | 8. | CD Aspense             | 14 | 3 | 2 | 9  | 25 | 86 | -61 | 6   |

Pts = Puntos; PJ = Partidos Jugados; G = Partidos Ganados; E = Partidos Empatados; P = Partidos Perdidos; GF = Goles Anotados; GC = Goles Recibidos
|  | Asciende a Tercera División  |
|  | Desciende a Segunda Regional |

### Fase de ascenso a Tercera División
El CD Muleño y la UD Elda como campeones de los grupos de Primera Regional jugaron la segunda fase  con los equipos del grupo X de Tercera División que no habían accedido a la Fase Final de ascenso, es decir todos menos los dos primeros clasificados.
En esta segunda fase la UD Elda quedó en octavo lugar de doce participantes y logró el ascenso de categoría.

## Segunda Regional

### Clasificación Grupo 1
|  |     | Equipos de fútbol | PJ | G  | E | P  | GF | GC | Dif | Pts |
|  | --- | ----------------- | -- | -- | - | -- | -- | -- | --- | --- |
|  | 1.  | Beniel CF         | 19 | 13 | 4 | 2  | 44 | 32 | +12 | 30  |
|  | 2.  | Unión Zeneta      | 20 | 12 | 4 | 4  | 56 | 33 | +23 | 28  |
|  | 3.  | Escolar CF        | 20 | 11 | 2 | 7  | 46 | 33 | +13 | 24  |
|  | 4.  | CF Santomera      | 20 | 11 | 2 | 7  | 46 | 37 | +9  | 24  |
|  | 5.  | Casillas          | 19 | 10 | 4 | 5  | 67 | 33 | +34 | 22  |
|  | 6.  | Los Ramos CF      | 20 | 10 | 1 | 9  | 53 | 41 | +12 | 21  |
|  | 7.  | Palmar CF         | 20 | 8  | 3 | 9  | 36 | 65 | -29 | 19  |
|  | 8.  | CD Levante        | 20 | 8  | 1 | 11 | 52 | 52 | 0   | 13  |
|  | 9.  | CD Bullense       | 20 | 7  | 1 | 12 | 40 | 57 | -17 | 13  |
|  | 10. | Molina            | 20 | 3  | 0 | 17 | 27 | 63 | -36 | 2   |
|  | 11. | Imperio           | 0  | 0  | 0 | 0  | 0  | 31 | -13 | 0   |
|  | 12. | Racing Cartagena  | 0  | 0  | 0 | 0  | 0  | 31 | -13 | 0   |

Pts = Puntos; PJ = Partidos Jugados; G = Partidos Ganados; E = Partidos Empatados; P = Partidos Perdidos; GF = Goles Anotados; GC = Goles Recibidos
|  | Asciende a Primera Regional |

### Clasificación Grupo 2
|  |    | Equipos de fútbol  | PJ | G  | E | P  | GF | GC | Dif | Pts |
|  | -- | ------------------ | -- | -- | - | -- | -- | -- | --- | --- |
|  | 1. | Águila Albatera CF | 18 | 12 | 1 | 5  | 53 | 35 | +18 | 25  |
|  | 2. | Crevillente CF     | 18 | 12 | 1 | 5  | 50 | 23 | +27 | 25  |
|  | 3. | Redován CF         | 18 | 9  | 4 | 5  | 46 | 35 | +11 | 22  |
|  | 4. | Unión Iberia CF    | 18 | 9  | 5 | 4  | 31 | 21 | +10 | 21  |
|  | 5. | Atlético Catral    | 18 | 7  | 4 | 7  | 27 | 43 | -16 | 18  |
|  | 6. | CD Dolores         | 18 | 4  | 4 | 10 | 27 | 40 | -13 | 12  |
|  | 7. | CD Algorfa         | 18 | 4  | 4 | 10 | 17 | 37 | -20 | 12  |
|  | 8. | CD Español         | 18 | 7  | 2 | 9  | 40 | 12 | +28 | 12  |
|  | 7. | Catralense         | 18 | 6  | 4 | 8  | 34 | 10 | +24 | 10  |
|  | 7. | CD Cox             | 0  | 0  | 0 | 0  | 0  | 0  | 0   | 0   |

Pts = Puntos; PJ = Partidos Jugados; G = Partidos Ganados; E = Partidos Empatados; P = Partidos Perdidos; GF = Goles Anotados; GC = Goles Recibidos
|  | Asciende a Primera Regional |